# Ivo Sperát
Ivo Sperát (* 21. září[zdroj?] 1970 Brno) je moravský genealog a nakladatel, spoluautor rejstříku k moravské lánové vizitaci.

## Vzdělání
Po maturitě na Obchodní akademii v Brně vystudoval křesťanskou výchovu na Cyrilometodějské teologické fakultě Univerzity Palackého v Olomouci, kterou zakončil v roce 2007 rigorózní zkouškou (PhDr.).
Školní rok 1995/1996 absolvoval v bavorském Birkensteinu na Internationale Schule für Bildung und Evangelisation (I.S.B.E.).

## Odborná činnost
Oblastí Sperátova zájmu je občanská genealogie, moravská vlastivěda, moravský místopis, heraldika a sfragistika. Z těchto oborů vydal již více než 50 titulů ve svém nakladatelství.
Profesionální genealogii se věnuje od roku 2003 a sestavil více než 500 občanských rodokmenů.
Spolu s genealogy Josefem Peterkou a Martinem Kotačkou pracoval šest let na vytvoření dvojsvazkové publikace Generální rejstřík k lánové vizitaci doplněný o soupis obyvatel královských měst, vydané v roce 2015. Jde o abecedně řazený vytvořený seznam 189 102 držitelů usedlostí na Moravě v 17. století sestavený podle tzv. první a druhé lánové vizitace, který slouží profesionálním i amatérským genealogům jako pomůcka při hledání původu rodů.
S genealogem Janem Horkým vytvořil Generální rejstřík k oddacím matrikám okresu Třebíč do roku 1784, vydaný v roce 2024. Jedná se o generální rejstřík k oddacím matrikám, jejichž farní sídlo je v okrese Třebíč (v hranicích z roku 1960), sestaveným od dob nejstarších do roku 1784. Zachycuje 84 436 datových položek abecedně řazených ve společném rejstříku podle ženichů i nevěst a slouží k rychlé orientaci v oddacích matričních knihách příslušného okresu.
Autorsky se podílel na vytvoření publikací Majitelé domů v Olešnici na Moravě, Thaumaturga Brunensis a Mikulovské kolejní kabinety pomocných věd historických II.
V roce 2015 spolupracoval s ČT na pořadu Tajemství rodu na dílu o Miroslavu Donutilovi.

## Osobní život
Dětství strávil v Brně, dospívání v Českých Budějovicích. Na prahu dospělosti se vrátil do rodného města, kde trvale žije v městské části Brno-Židenice. Je ženatý, má tři děti. Je členem komunity Emmanuel, na jejíž činnosti se aktivně podílí.